# Robert De Niro
Robert Anthony De Niro, Jr., känd som Robert De Niro, född 17 augusti 1943 i New York, är en amerikansk skådespelare, filmproducent och filmregissör. Han anses vara en av de bästa skådespelarna ur sin generation och hade fram till början av 2000-talet ett flertal ikoniska roller, flera av dem i samarbete med regissören Martin Scorsese, såsom Dödspolarna (1973), Taxi Driver (1976), Tjuren från Bronx (1980), The King of Comedy (1982), Maffiabröder (1990) och Cape Fear (1991). Under 2000-talet skulle han i nästan två decennier medverka i ett flertal filmer som sågades av kritiker men kom att göra comeback med The Wizard of Lies (2017), Joker (2019), The Irishman (2019) och Killers of the Flower Moon (2023).

## Biografi

### Uppväxt
Robert De Niro föddes som ensambarn till de två konstnärerna Virginia Admiral och Robert De Niro Sr. Hans föräldrar skilde sig när han var två år gammal då hans far kom ut som homosexuell. Han växte upp tillsammans med sin mor i områdena Greenwich Village och Little Italy. Hans far bodde i närheten och fortsatte ha en nära relation till De Niro. De Niro fick smeknamnet "Bobby Milk" av sina barndomsvänner på grund av sin bleka hy. De Niro har fortsatt ha en nära relation till några av sina barndomsvänner. Han blev mot sina föräldrars önskan hemligt döpt i den katolska kyrkan av sina morföräldrar då han bodde med dem under föräldrarnas skilsmässa.
De Niro gjorde sin scendebut som tioåring i en skolpjäs där han spelade det fega lejonet i en uppsättning av Trollkarlen från Oz. Han fortsatte skådespela under sina skolår och blev antagen till High School of Music & Art i högstadiet. Han gick där dock bara ett kort tag. Han skulle hoppa av skolan när han var 16 år för att satsa på att bli skådespelare. De Niro började studera på Lee Strasberg's Actors Studio och HB Studio. Han började också studera under Stella Adler där han fick lära sig en metod som kallas Stanislavski's system. Som ung var De Niro inspirerad av skådespelarna Marlon Brando, Montgomery Clift, James Dean, Greta Garbo, Geraldine Page och Kim Stanley.

### Tidiga roller
De Niro fick sina första roller i kortfilmen Encounter (1965) och Trois chambres à Manhattan (1965). Han skulle sedan få sin första stora roll i den Brian De Palma regisserade Greetings (1968). Han skulle reprisera rollen i uppföljaren Hi, Mom! (1970). De Palma och De Niro påbörjade sitt samarbete redan 1963 då filmen The Wedding Party (1969) spelades in. Filmen förblev outgiven till 1969 då De Palma och filmbolaget bråkade över rättigheterna. De Niro skulle få ett positivt bemötande från kritiker. Han skulle också få positiv kritik för Bloody Mama (1970).
De Niro hade sedan några mindre roller i filmerna Så dog Jennifer (1971), Billy Dynamites partner (1971) och Snedskjutargänget (1971). Under 1972 uppträdde han i en pjäs för enbart två föreställningar. Han skulle sedan få stor uppmärksamhet bland kritiker för sin roll som en baseballspelare med Hodgkins sjukdom i Bang the Drum Slowly (1973). Även filmen kom att bli hyllad och hans motspelare Vincent Gardenia skulle bli Oscarsnominerad.

### Genombrott
De Niro skulle få sitt genombrott i den Martin Scorsese regisserade Dödspolarna (1973). De Niro blev till en början erbjuden att välja vilken roll han ville i filmen men Scorsese övertalade honom till att ta huvudrollen som gangstern John "Johnny Boy" Civello. Både De Niro och hans medspelare Harvey Keitel improviserade mycket i filmen men regissörassitenten Ron Satlof har vittnat om att De Niro tog sina förberedelser seriöst till den grad att han isolerade sig från resten av skådespelarna och filmens arbetare. Filmen hade premiär på  filmfestivalen i Cannes och skulle bli unisont hyllad. Den har blivit kultförklarad och 1997 lades den in för förvaring i USA:s kongressbibliotek för sin kulturella, historiska och estetiska betydelse. Filmen var starten på ett långt samarbete mellan De Niro och Scorsese.

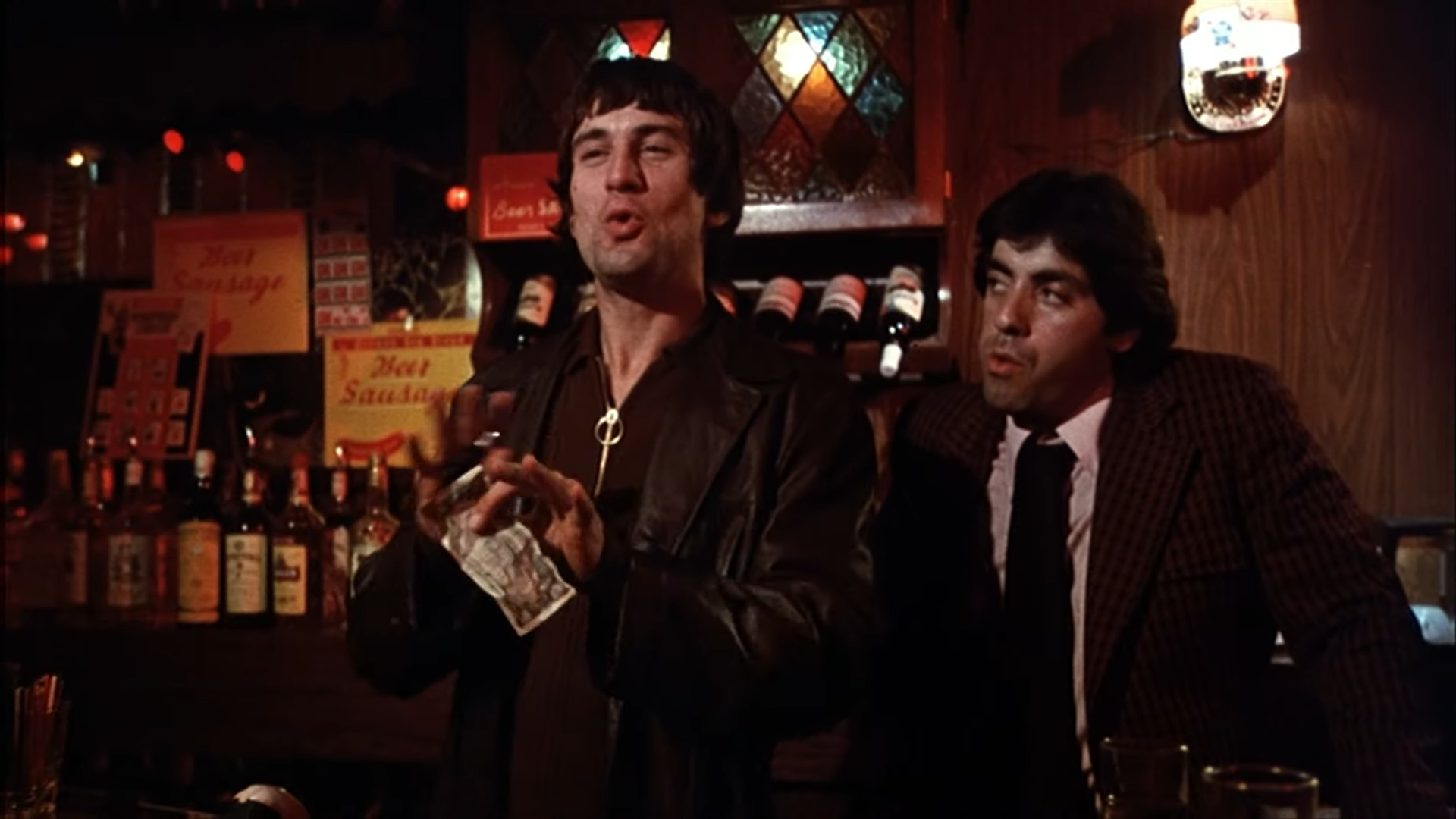
De Niro som John "Johnny Boy" Civello i Dödspolarna (1973).

Han hade sedan en central roll i Francis Ford Coppolas Gudfadern del II (1974) där han spelade en ung Vito Corleone. De Niro hade provspelat för den första delen, Gudfadern (1972), men hoppade av sent i processen för att istället medverka i Snedskjutargänget där han var garanterad en roll. Coppola mindes hans provspelning och gav honom rollen i del II istället. För att förberedda sig inför rollen bosatte han sig några månader i Sicilien för att lära sig den rätta dialekten. Filmen blev hyllad och en kommersiell succé. Den skulle också bli nominerad till elva oscars, varav den vann sex, däribland De Niro för Bästa manliga huvudroll. Det var De Niros första Oscarsnominering och Oscarsvinst. De Niro och Marlon Brando (som spelade Vito Corleone i första filmen) blev det första skådespelarparet som vann en oscar för att ha porträtterat samma karaktär.
De Niro cementerade sitt genombrott ytterligare i sitt nästa samarbete med Scorsese då han gjorde rollen som den ensamma taxichauffören Travis Bickle i Taxi Driver (1976). Då filmen är präglad av ett New York i förfall efter Vietnamkriget så förberedde sig De Niro genom att umgås med veteraner och taxichaufförer och studera deras beteende. Han gick också ner 13 kg i vikt och lärde sig skjuta med vapen. Filmen och särskilt De Niros insats blev hyllad vilket ledde till att han blev oscarsnominerad för Bästa manliga huvudroll. Hans improviserade dialog med det numera ikoniska "You talkin' to me?" anses vara ett av de mest minnesvärda citaten i filmhistorien.

### Etablerad karriär

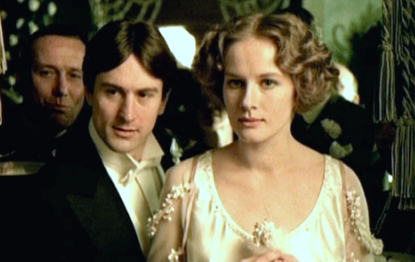
De Niro och Dominique Sanda i 1900 (1976).

1976 medverkade De Niro även i det historiska dramat 1900 och Den siste magnaten som baserades på romanen med samma namn av F. Scott Fitzgerald. De Niro återförenades med Scorsese i det musikaliska dramat New York, New York (1977) där han syntes bredvid Liza Minnelli. De Niro lärde sig att spela saxofon av jazzsaxofonisten Georgie Auld i förberedelse för rollen. Filmen kom att få ett blandat mottagande men kritiker berömde De Niros insats. De Niro blev även nominerad till en Golden Globe.
De Niro medverkade tillsammans med Christopher Walken och Meryl Streep i den Michael Cimino regisserade The Deer Hunter (1978). De Niro blev, för sina tidigare framgångar, jagad av producenten Michael Deeley för att vara med i filmen. Efter att ha läst manuset var De Niro först att hoppa på projektet. Filmen och ensemblen kom att bli unisont hyllade. De Niro blev även Oscarsnominerad för Bästa manliga huvudroll.
I sitt fjärde samarbete med Scorsese porträtterade De Niro boxaren Jake LaMotta i den biografiska filmen Tjuren från Bronx (1980). Filmen baserades på huvudkaraktärens memoarer och De Niro har sagt att det är den tuffaste inspelningen han haft då han lärde sig boxa och gick upp 27 kg i vikt. Filmen skulle trots sina hyllningar även bli kritiserad för sitt överdrivna våld. De Niro blev unisont hyllad för sin insats. Den gav honom också en fjärde oscarsnominering vilken han kom att vinna. Filmen fick också 7 andra nomineringar och anses vara en av 80-talets bästa filmer. Även om Jack Nicholson var regissören Stanley Kubricks första val till huvudrollen i The Shining (1980) så var De Niro en stark utmanare till rollen.

### Dragning till komedier
De Niro fortsatte i kriminalgenren med Avslöjandet (1981) tillsammans med Robert Duvall. Inför rollen hade han bara två veckor på sig att förlora så mycket som möjligt av vikten han hade lagt på sig inför Tjuren från Bronx. Filmen fick ett ojämnt mottagande bland kritiker. För att utveckla sina talanger och sin bredd som skådespelare kom De Niro att söka sig mot roller med en mer komisk ton under 80-talet. Han kom att hitta det i manuset till King of Comedy (1983) som han visade för Scorsese vilket kom att bli deras femte samarbete. Scorsese placerade handlingen i New York och gav manuset en mycket mörkare ton. Som förberedelse för rollen gjorde De Niro en helomvändning som karaktär. Han tittade på mycket ståuppkomiker och sökte upp sina egna fans och stalkers för att be dem om autografer och ställa många frågor. Filmen kom att bli en flopp på biografer men hyllades av kritiker. Filmen har i efterhand blivit kultförklarad och hamnat på flera listor om tidernas bästa film.
De Niro återvände till att spela gangster i Sergio Leones mastodontfilm Once Upon a Time in America (1984). Originalklippningen hade en längd på 229 minuter och hade sin urpremiär på filmfestivalen i Cannes där den fick ett 15 minuter långt stående ovationer. När den släpptes på vanliga biografer i USA hade den klippts ner till 139 minuter vilket inte var populärt bland amerikanska kritiker. De Niro hade blivit erbjuden att få välja mellan att spela karaktärerna Noodles eller Max. När De Niro valde Noodles och var klar för filmen möjliggjorde det för att filmen blev finansierad. Samma år medverkade han tillsammans med Meryl Streep i den romantiska komedin Falling in Love. Filmen blev en flopp på biograferna och kritiker gav den ganska mediokra betyg. De Niro medverkade sedan i sin första science fiction film som även var en svart komedi i Brazil (1985). Filmen blev en flopp på biografer men skulle få höga omdömen från kritiker och har med tiden blivit en kultklassiker.

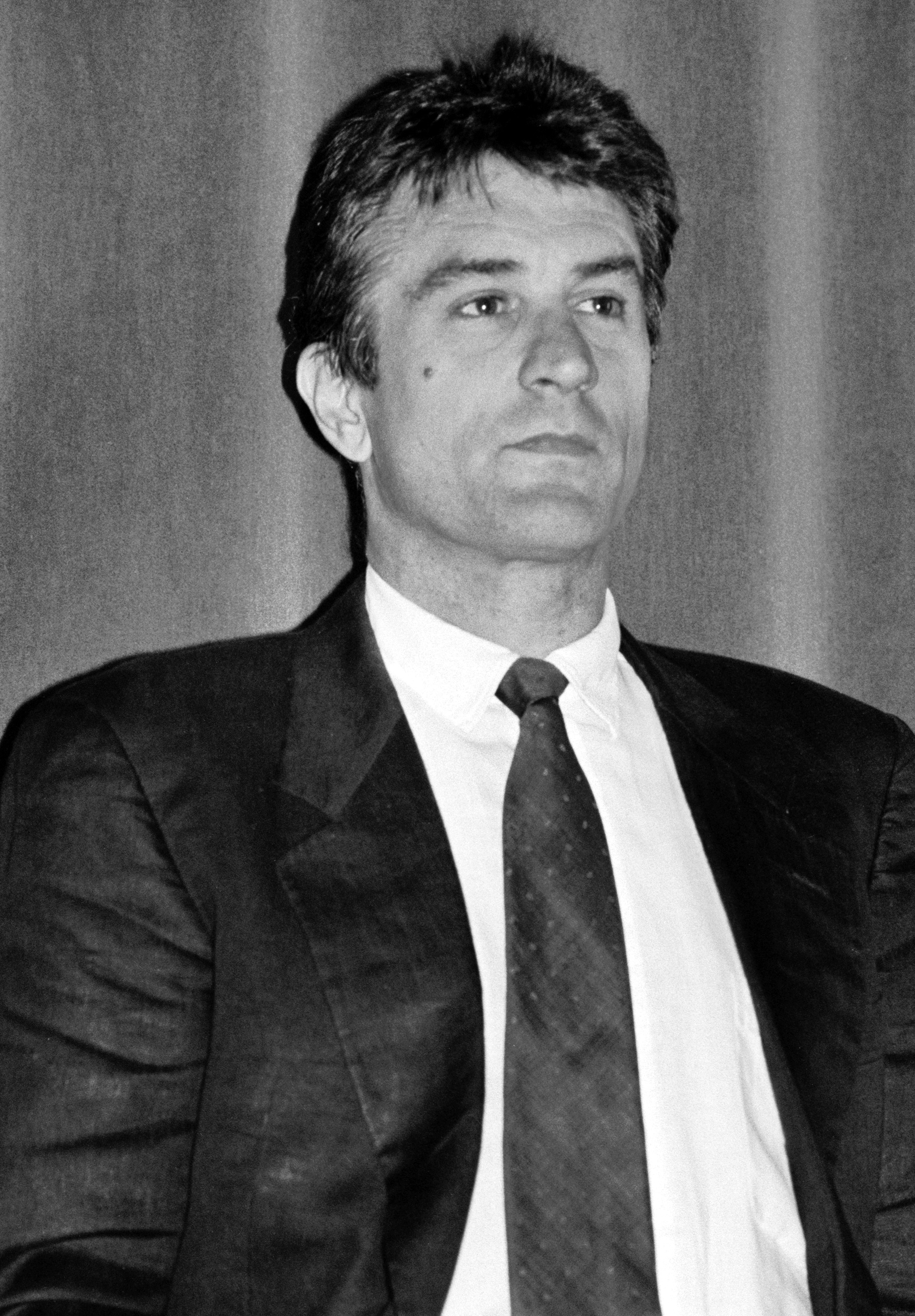
De Niro på Deauville American Film Festival 1988.

De Niro medverkade tillsammans med Jeremy Irons i perioddramat The Mission (1986). Den fick ett blandat mottagande från kritiker men skulle ändå vinna Guldpalmen på filmfestivalen i Cannes. Den skulle också bli nominerad till andra priser däribland Oscars, Golden Globes och BAFTAs. 1987 gjorde De Niro två mindre roller. I den första, skräckfilmen Angel Heart spelade han mot Mickey Rourke. I den andra återvände han till kriminalgenren och återförenades med Brian De Palma i De omutbara där han porträtterade Al Capone. Även om De Niro hade lite skärmtid tog han rollen på allvar och gick upp i vikt för rollen samt läste på och tittade på arkivfilmer om Al Capone. Han fick 1,5 miljoner dollar för sin insats och inhandlade kostymer och sidenkalsonger från Capones skräddare. Efter De Omutbara ville De Niro återvända till komedierna och försökte få huvudrollen i Big (1988). Filmens regissör Penny Marshall tyckte han skulle få rollen men filmstudion vägrade och valde Tom Hanks istället. Istället medverkade han i actionkomedin Midnight Run (1988) tillsammans med Charles Grodin. Filmen blev en stor kommersiell succé och fick god kritik.
De Niro skulle sedan avböja ett samarbete med Scorsese och rollen som Jesus i Kristi sista frestelse (1988). Istället skulle han medverka i några mindre uppmärksammade filmer som dramat Jacknife (1989), komedin Änglar på rymmen (1989) och komedin Stanley & Iris (1990). Filmerna skulle också få dåliga recensioner bland kritiker. De Niro och Scorsese skulle sedan återförenas för sjätte gången i Maffiabröder (1990). Även om filmen inte blev en kommersiell succé skulle den bli hyllad bland kritiker. Ensemblen som  även innehöll Ray Liotta och Joe Pesci skulle få stor uppmärksamhet. Pesci skulle få en Oscar för Bästa manliga biroll och filmen blev nominerad i ytterligare fem kategorier. Filmen har sedan dess hamnat på flera listor om världens bästa filmer. De Niro skulle istället bli Oscarsnominerad för en annan film han gjorde samma år – Uppvaknanden (1990) där han spelar en katatonisk patient till Robin Williams karaktär.

### Fler kriminaldraman och regidebut
De Niro skulle sedan spela en filmregissör som blir svartlistad för att vara en misstänkt kommunist i 20-talets Hollywood i Oskyldigt misstänkt (1991). Filmen fick ett gott mottagande men De Niro skulle få den största uppmärksamheten. Han hade sedan en mindre roll i Eldstorm (1991) som skulle bli en framgång bland både kritiker och publik. De Niros största succé 1991 skulle dock bli i rollen som den dömda våldtäktsmannen Max Cady i Cape Fear. Det kom att bli det sjunde samarbetet med Scorsese och var en nyinspelning av filmen med samma namn från 1962. De Niro skulle bygga upp sig rejält genom styrketräning inför rollen. Han fick också sina tänder nedfilade vilket han bekostade själv. Det kostade honom 5000 dollar, men 20 000 dollar att sedan återställa. Filmen blev en finansiell framgång och fick god kritik. De Niro skulle få den största uppmärksamheten och blev Oscarsnominerad för Bästa manliga huvudroll.
De Niro medverkade sedan i komedin Alla älskar Hollywood (1992), nyinspelningen Natten och staden (1992) och drama komedin Mad Dog and Glory (1993). Den sistnämnda skulle få beröm, särskilt för De Niro och Bill Murrays kemi. De Niro skulle inför den biografiska filmen En främling i familjen (1993) handplocka Leonardo Di Caprio som sin motspelare bland 400 yngre skådespelare. Filmen blev väl mottagen av kritiker men Di Caprio skulle anses "stjäla showen" som bara var 17 år när filmen spelades in. De Niro skulle sedan göra sin regidebut med filmen I skuggan av Bronx (1993) där han också spelade huvudrollen. Filmen baserades på en enmansteater av Chazz Palminteri som sålde rättigheterna till De Niro då han lovat honom en roll i filmen. Filmen skulle bli hyllad av kritiker. De Niro kom sen att spela Monstret i en filmatisering av Mary Shelley's Frankenstein (1994). Även om filmen blev en stor finansiell succé så skulle den få negativa reaktioner från kritiker även om de flesta tyckte att De Niro gjorde bra ifrån sig.
De Niro återförenades med både Scorsese och Joe Pesci i gangsterfilmen Casino (1995). Det blev det åttonde samarbetet mellan Scorsese och De Niro. Den blev också en succé både bland kritiker och publik. Samma år återförenades han med Al Pacino i Heat, vilket var första gången de båda syntes i samma film sedan Gudfadern del II (1974). De båda skulle bli kritikerrosade och filmen skulle bli stilbildande i sin genre samt har kallats för den bästa bankrånarfilmen någonsin. De Niros femtionde filmroll blev den i filmen Sleepers (1996) där han syntes bredvid Brad Pitt, Kevin Bacon och Dustin Hoffman. Han skulle samma år återförenas med Leonardo DiCaprio och Meryl Streep i Marvins döttrar. Han medverkade tillsammans med Sylvester Stallone i kriminaldramat Cop Land (1997) som fick ett gott mottagande. I december 1997 hade filmen Wag the Dog premiär som De Niro både spelade i och producerade. Filmen som var en politisk satir handlar om hur en publicist (De Niro) och en regissör (Dustin Hoffman) fabricerar ett krig i Albanien för att flytta fokus från presidentens sexskandal. En månad efter premiären, i januari 1998 dominerades nyheterna av Lewinsky-affären vilket gjorde att filmen fick mycket uppmärksamhet. De Niro skulle 1997 också ha en biroll i Quentin Tarantinos Jackie Brown.

### Komedier och en stagnerande karriär

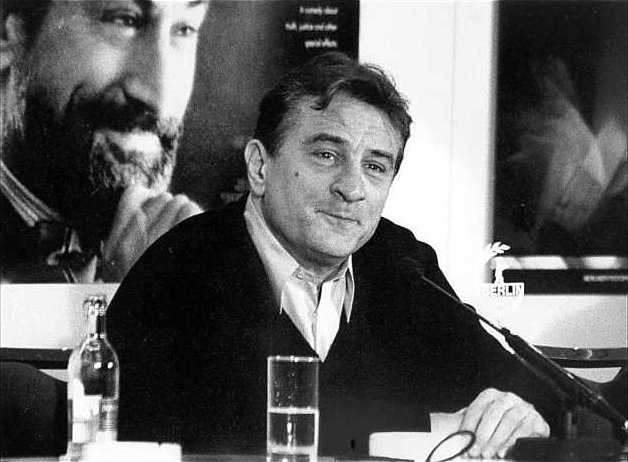
De Niro på en presskonferens för Wag the Dog på Berlins filmfestival 1998.

De Niro medverkade i en modern adaption av Lysande utsikter (1998) som baserades på romanen med samma namn av Charles Dickens. Filmen kom att bli sågad och drog precis in sina inspelningskostnader. Han gjorde samma år en roll i kriminaldramat Ronin som fick ett blandat mottagande men De Niro och rollbesättningen skulle få beröm av kritiker. Han syntes sedan i komedin Analysera mera (1999) som blev en stor finansiell framgång men mottog blandad kritik. De Niro blev även nominerad till en Golden Globe. Han syntes sedan i de sågade filmerna Flawless (1999), Rocky och Bullwinkle på äventyr (2000) och Men of Honor (2000). Den sistnämnda skulle dock bli en finansiell framgång och ge De Niro en Satellite Awards för bästa manliga biroll. De Niro skulle sedan få birollen i Släkten är värst (2000) bredvid Ben Stiller efter sina komiska inslag i Analysera mera. Filmen blev en enorm finansiell framgång och mottogs väl av kritiker.
De Niro återvände kort till kriminalfilmer i 15 Minutes (2001) och The Score (2001) som gick ganska obemärkt förbi. Vid denna tidpunkt började De Niros stjärnstatus att ifrågasättas. Fram till 1997 ansågs han ha haft en ikonisk roll nästan varje år. En journalist började 2016 att gräva i när karriären hade börjat stagnera genom att analysera data och betyg på Rotten Tomatoes. Resultatet blev att det var med filmen Showtime (2002) hans karriär började gå dåligt. Fler floppar och sågningar följde med City by the Sea (2002), Analysera ännu mera (2002), Hajar som hajar (2004), The Bridge of San Luis Rey (2004) och Godsend (2004). Den sistnämnda är dessutom den film som presterat sämst och blivit mest sågad i De Niros karriär. Han repriserade sin roll bredvid Ben Stiller i uppföljaren till Släkten är värst, Familjen är värre (2004). Filmen blev precis som föregångaren en finansiell framgång men skulle inte få samma mottagande bland kritiker. Även hans nästa film, skräckfilmen Hide and Seek (2005) skulle bli en finansiell framgång men mottagandet bland kritiker var blandat. De Niro skulle dessutom anses vara helt fel i rollen och kritiker frågade sig varför han ställde upp på mediokra roller.

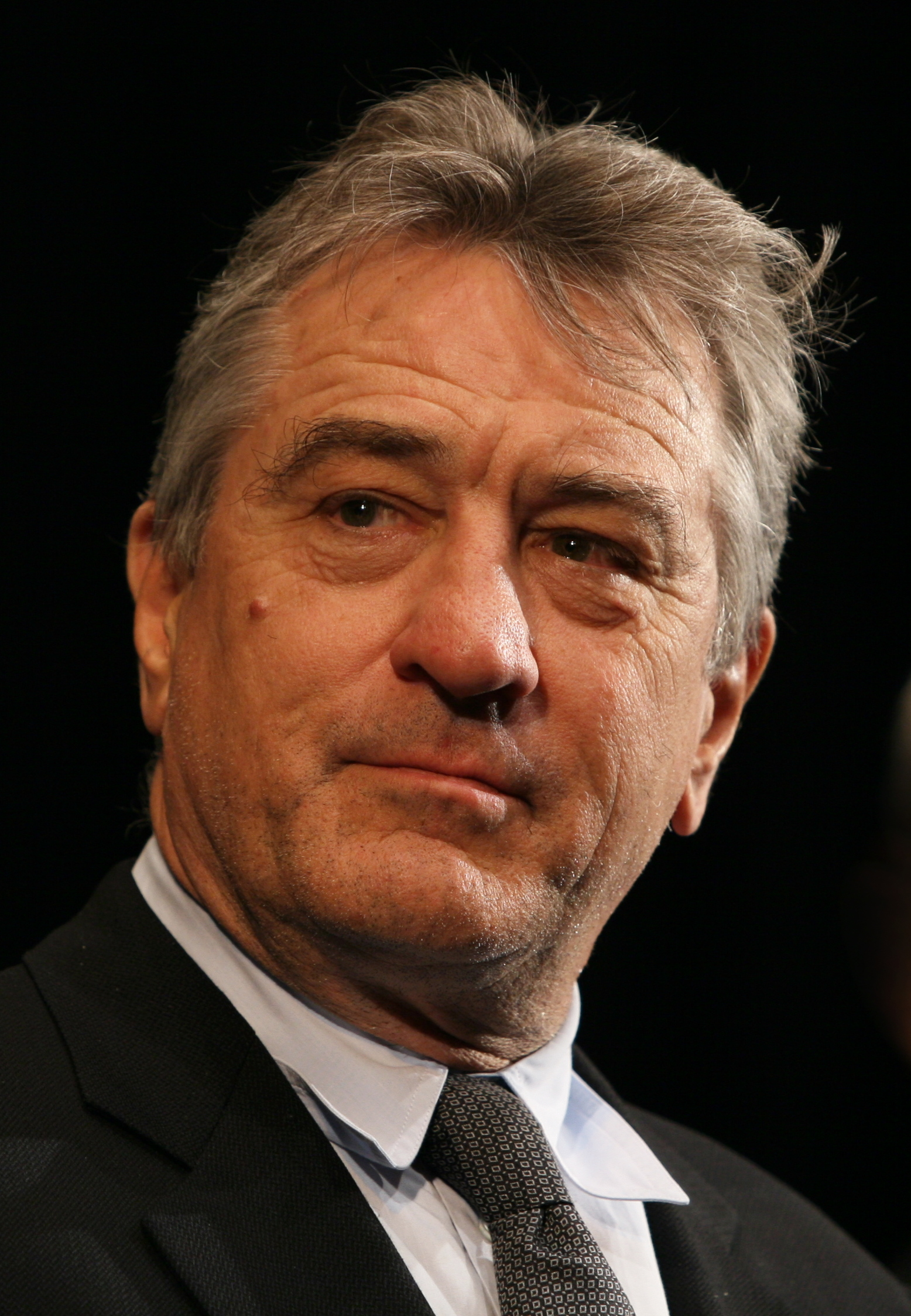
De Niro 2008.

De Niro avböjde en roll i Scorseses The Departed (2006) för att regissera och spela i filmen Den innersta kretsen (2006). I filmen återförenades han med Joe Pesci och syntes också bredvid Matt Damon, Angelina Jolie och Alec Baldwin. Filmen skulle få mediokra recensioner bland kritiker men blev Oscarsnominerad för bästa scenografi. De Niro medverkade i den romantiska fantasyfilmen Stardust (2007) som baserades på romanen med samma namn av Neil Gaiman. Även om filmen fick ett gott mottagande så blev De Niro sågad för sin insats. Sågningarna och flopparna fortsatte i filmer som What Just Happened (2008), Righteous Kill (2008), Everybody's Fine (2009), Stone (2010) och Little Fockers (2010). Hans insats i Everybody's Fine kallades dock för "De Niros första anständiga och sevärda på ett bra tag". Han skulle 2010, även ha en mindre roll i exploateringsfilmen Machete som fick ett bra mottagande. De Niro återvände snart i floppar och sågningar med Tre lektioner i kärlek (2011), Killer Elite (2011), New Year's Eve (2011), Being Flynn (2012), Red Lights (2012) Freelancers (2012).
Undantag för 2011 och 2012 skulle bli Limitless och Du gör mig galen! som båda blev succéer bland både kritiker och publik. De Niro skulle också bli kritikerrosad för sina insatser. Han fick en oscarsnominering för Bästa manliga biroll för Du gör mig galen!. Han skulle 2011 även belönas med Cecil B. DeMille Award på Golden Globes. Han återgick sedan till att medverka i ett gäng sågade filmer och rolltolkningar som The Big Wedding (2013), Killing Season (2013), Farväl till maffian (2013), Last Vegas (2013), Grudge Match (2013), The Bag Man (2014) och Heist (2015). Han skulle 2015 även medverka i komedin The Intern och komedidramat Joy som båda blev finansiella framgångar med höga betyg. Även filmerna under 2016 skulle bli floppar och sågade av kritiker där komedin Dirty Grandpa stack ut med sin kontroversiella humor och blev av flera kritiker utsedd till årets sämsta film.

### Comeback och återförening med Scorsese
De Niro porträtterade den ekonomiske brottslingen Bernie Madoff i HBO-filmen The Wizard of Lies (2017) vilket skulle ge honom hyllningar bland kritiker och en Emmy-nominering för Bästa manliga huvudroll. Han skulle också bli nominerad för en Emmy som bästa gästskådespelare när han porträtterade Robert Mueller bredvid Alec Baldwin som porträtterade Donald Trump i Saturday Night Live. Han skulle även bli nominerad för sitt arbete som producent i TV-serien When They See Us (2019). Han skulle sedan medverka som talkshowvärden Murray Franklin i Joker (2019), en film om Batman filmskurken Jokerns ursprung. Filmen var starkt inspirerad och en hyllning till filmerna Taxi Driver (1976) och King of Comedy (1983) som De Niro synts i med sina samarbeten med Scorsese. Filmen blev en stor finansiell framgång och blev nominerad till elva oscars.

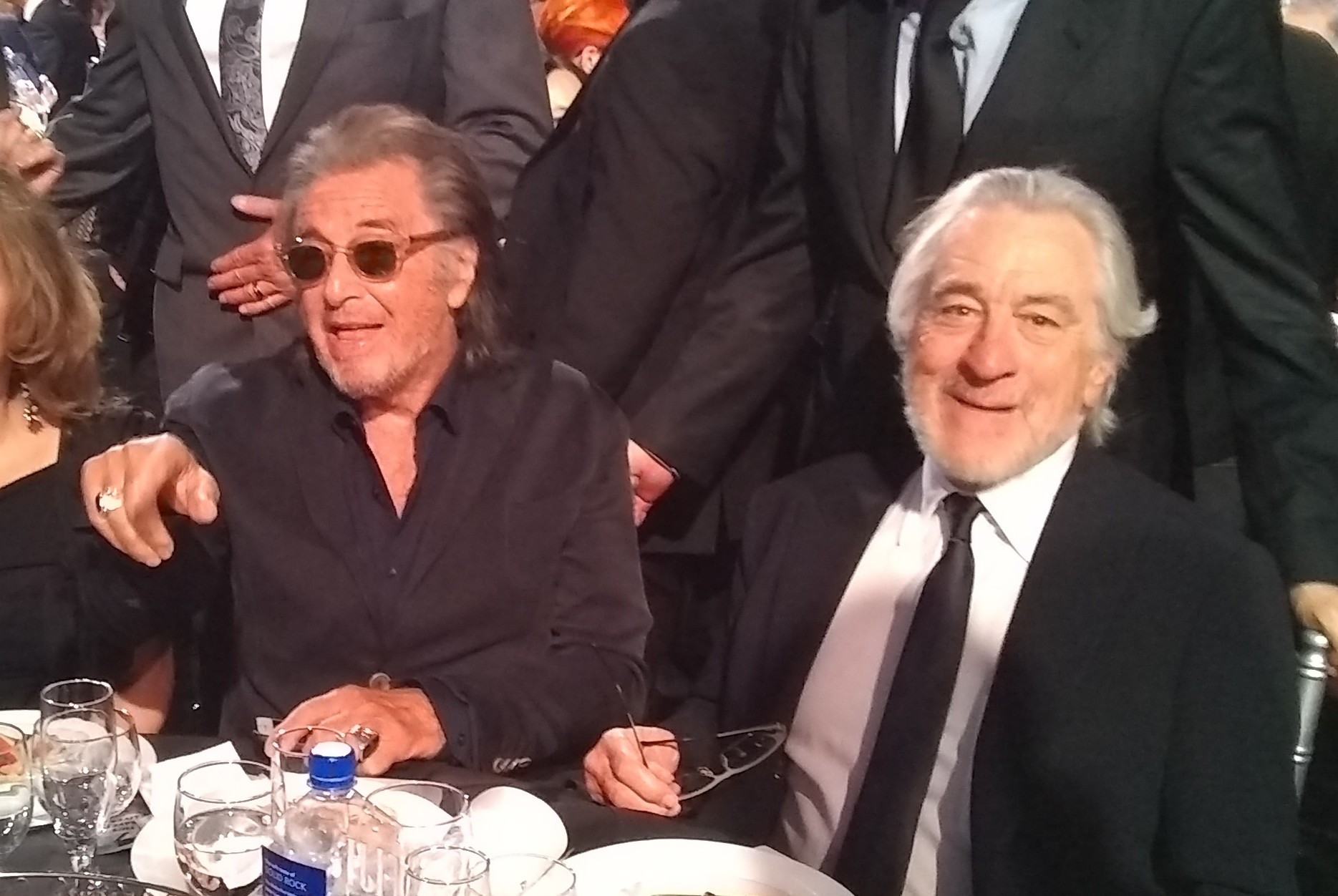
Al Pacino och De Niro på Critics' Choice Awards 2020.

De Niro återförenades med Scorsese i deras första samarbete sedan 1995, vilket skulle bli deras nionde samarbete, i The Irishman (2019). Filmen och rollbesättningen skulle bli hyllade av kritiker men skulle även få stark kritik för sin föryngringsteknik då den helt enkelt var för dålig utförd. Skådespelarna blev yngre i ansiktena men de rörde sig fortfarande som 80-åringar. Filmen blev nominerad till 10 oscars men vann inte en enda. Han skulle sedan medverka i de sågade flopparna I krig med morfar (2020), The Comeback Trail (2020), Amsterdam (2021) och Savage Salvation (2022). De Niro återförenades åter igen med Scorsese i deras tionde samarbete med Killers of the Flower Moon (2023) där han porträtterade koägaren William King Hale. Filmen baserades på romanen med samma namn av David Grann och Leonardo DiCaprio och Lily Gladstone medverkade också. De Niro skulle bli Oscarsnominerad för Bästa manliga biroll för sin insats.
Han medverkade samma år också i komedin About My Father och dramakomedin Ezra. Båda filmerna skulle floppa på biograferna, men Ezra skulle få ett bra mottagande från kritiker. De Niro tog rollen i Ezra då den behandlade ett personligt ämne för honom, om den komplexa relationen mellan en far och en autistisk son då De Niro själv har en autistisk son.

## Anseende
Flera kritiker, filmvetare och journalister har hävdat att Robert De Niro är en av de bästa skådespelarna ur sin generation. Den erkända kritikern A.O. Scott har förklarat De Niros storhet med att han kan förvandla sig själv psykiskt, vokalt och fysiskt med varje roll han gör och i processen återuppfinna konsten med skådespel rakt framför ögonen på alla. Han har också blivit erkänd för sin mångsidighet och brutala förvandlingar som i Tjuren från Bronx (1980). Det har sagts att De Niro kan ta på sig vilken roll som helst och vara övertygande.
Flera av filmerna som De Niro medverkar i anses idag vara klassiker inom film. Sex av hans filmer finns i förvaring i USA:s kongressbibliotek för sin kulturella, historiska och estetiska betydelse. Fem av hans filmer är med på American Film Institutes lista om de 100 bästa amerikanska filmerna genom tiderna. De Niro och James Stewart delar på platsen om de personer med flest titlar på listan. År 2006 donerade De Niro sin samling av manus, kostymer och rekvisita från filmer han medverkat i till University of Texas. Samlingen tog två år att katalogisera och är nu ett museum öppet för allmänheten.

## Privatliv

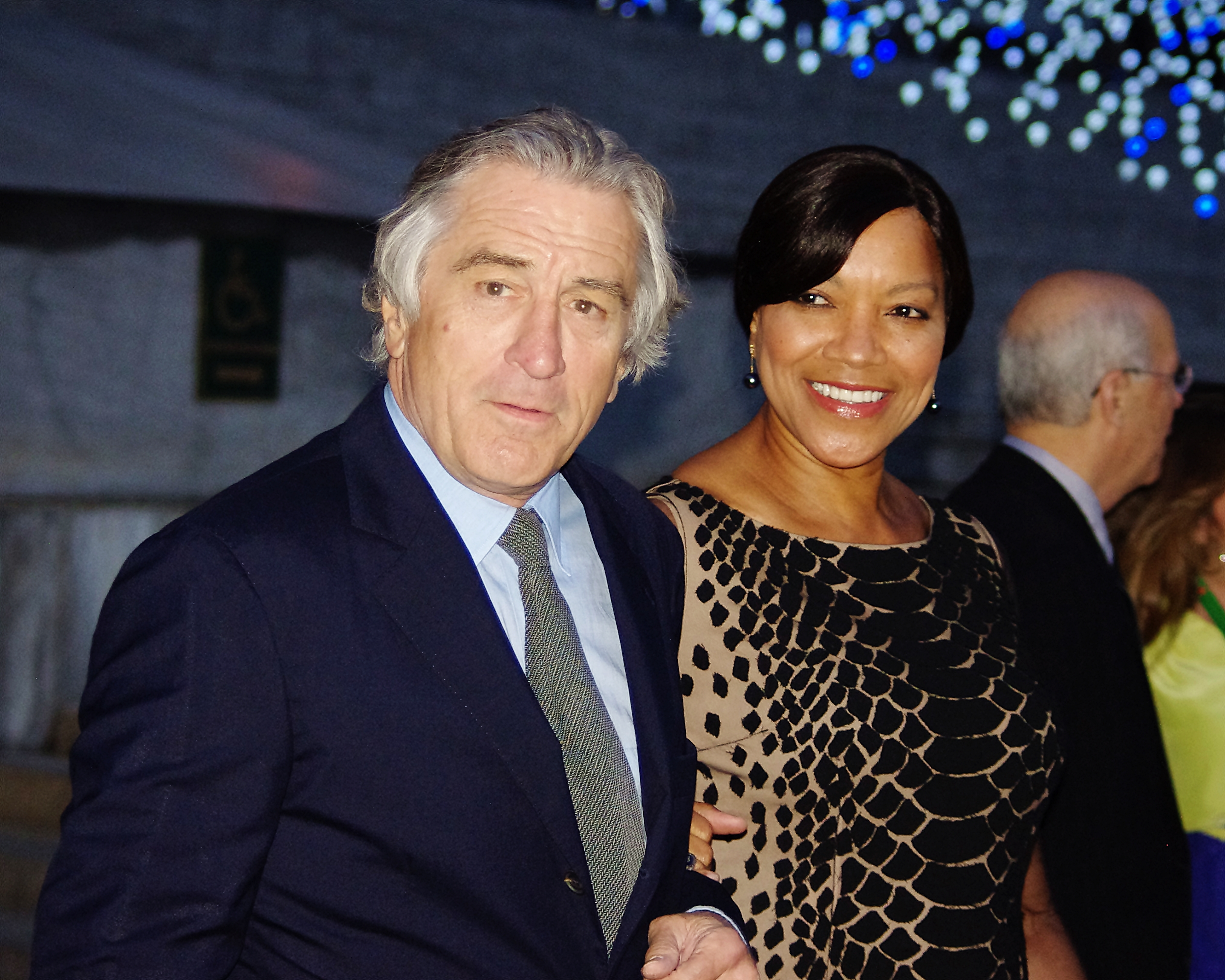
De Niro tillsammans med Grace Hightower 2012.

De Niro gifte sig med skådespelaren Diahnne Abbott 1976. Tillsammans har de sonen Raphael De Niro som också började skådespela men slutade för att göra karriär inom fastigheter i New York. De Niro adopterade även Abbotts dotter (Drena De Niro) från hennes tidigare förhållande. Paret skilde sig 1988. Han träffade sedan modellen Toukie Smith mellan 1988 och 1996. Paret fick tvillingarna Julian and Aaron 1995, genom surrogat. 1997 gifte De Niro sig med skådespelaren Grace Hightower. De fick sonen Elliot 1998 och sepererade sedan 1999. Deras skilsmässa blev aldrig slutförd och 2004 förnyade de sina löften. 2011 fick de dottern Helen via surrogat. Efter 20 år tillsammans separerade paret 2018.
De Niro har fyra barnbarn, ett genom sin dotter Drena och tre genom sin son Raphael. Barnbarnet genom Drena, Leandro De Niro Rodriguez, dog i juli 2023, 19 år gammal, genom en överdos av fentanyl och kokain. I april samma år fick han sitt sjunde barn Gia, tillsammans med Tiffany Chen. Som då, 79-åring är han bland de äldsta i världen som blivit far.
De Niro är en långvarig New York-bo och har investerat mycket i Manhattans Tribeca-område sedan 1989. Han äger fastigheter på västra och östra Manhattan. Han har också en 32 hektar stor egendom i Gardiner som är hans huvudsakliga bostad.
Under 2003 blev De Niro diagnostiserad med prostatacancer och opererades för det i december månad.
De Niro blev italiensk medborgare 2006 trots kritik för att ha skadat den allmänna bilden av italienare genom sina porträtt av italienska gangsters.
I oktober 2018, hittade man en bomb ämnad för De Niro i en av hans fastigheter. Bomber hade även skickats till flera demokratiska profiler som Barack Obama, Hillary Clinton, Joe Biden och John Brennan. Den skyldige, Cesar Sayoc, dömdes så småningom till 20 år i fängelse.
De Niro är en demokrat och gav Joe Biden sitt stöd för att bli omvald 2024. Han har också varit en stark motståndare mot Donald Trump och kallat honom för en pajas. Han har också uttryckt stor oro över att Trump kan bli en ondskefull diktator. Han har också jämfört Trumps politik med fascism.

## Filmografi

### Film
| År   | Titel                           | Roll                           | Notering |
| ---- | ------------------------------- | ------------------------------ | --- |
| 1965 | Trois chambres à Manhattan      | klient vid fiket               | Okrediterad |
| 1965 | Encounter                       | The Nephew                     | Kortfilm |
| 1968 | Les jeunes loups                | Hippe                          | Okrediterad |
| 1968 | Greetings                       | Jon Rubin                      | |
| 1969 | Sam's Song                      | Sam                            | |
| 1969 | The Wedding Party               | Cecil                          | |
| 1970 | Bloody Mama                     | Lloyd Barker                   | |
| 1970 | Hi, Mom!                        | Jon Rubin                      | |
| 1971 | Så dog Jennifer                 | Mardigian                      | |
| 1971 | Billy Dynamites partner         | Danny                          | |
| 1971 | Snedskjutargänget               | Mario                          | |
| 1973 | Bang the Drum Slowly            | Bruce Pearson                  | |
| 1973 | Dödspolarna                     | John "Johnny Boy" Civello      | |
| 1974 | Gudfadern del II                | Vito Corleone                  | Oscar för bästa manliga biroll Nominerad — BAFTA för bästa nykomling |
| 1976 | Taxi Driver                     | Travis Bickle                  | Nominerad — Oscar för bästa manliga huvudroll Nominerad — BAFTA för bästa manliga huvudroll Nominerad — Golden Globe Award för bästa manliga huvudroll – drama                                                          |
| 1976 | 1900                            | Alfredo Berlinghieri           | |
| 1976 | Den siste magnaten              | Monroe Stahr                   | |
| 1977 | New York, New York              | Jimmy Doyle                    | Nominerad — Golden Globe Award för bästa manliga huvudroll – musikal eller komedi |
| 1978 | The Deer Hunter                 | Michael Vronsky                | Nominerad — Oscar för bästa manliga huvudroll Nominerad — BAFTA för bästa manliga huvudroll Nominerad — Golden Globe Award för bästa manliga huvudroll – drama                                                          |
| 1980 | Tjuren från Bronx               | Jake LaMotta                   | Oscar för bästa manliga huvudroll Golden Globe Award för bästa manliga huvudroll – drama Nominerad — BAFTA för bästa manliga huvudroll                                                                                  |
| 1981 | Avslöjandet                     | Des Spellacy                   | |
| 1983 | King of Comedy                  | Rupert Pupkin                  | Nominerad — BAFTA för bästa manliga huvudroll |
| 1984 | Once Upon a Time in America     | David "Noodles" Aaronson       | |
| 1984 | Falling in Love                 | Frank Raftis                   | |
| 1985 | Brazil                          | Archibald 'Harry' Tuttle       | |
| 1986 | The Mission                     | Rodrigo Mendoza                | |
| 1987 | Angel Heart                     | Louis Cypher                   | Nominerad — Saturn Award för bästa skådespelare |
| 1987 | De omutbara                     | Al Capone                      | |
| 1988 | Midnight Run                    | Jack Walsh                     | Nominerad — Golden Globe Award för bästa manliga huvudroll – musikal eller komedi |
| 1989 | Jacknife                        | Joseph 'Jacknife' Megessey     | |
| 1989 | Änglar på rymmen                | Ned                            | |
| 1990 | Stanley & Iris                  | Stanley Everett Cox            | |
| 1990 | Maffiabröder                    | James "Jimmy" Conway           | Nominerad — BAFTA för bästa manliga huvudroll |
| 1990 | Uppvaknanden                    | Leonard Lowe                   | Nominerad — Oscar för bästa manliga huvudroll |
| 1991 | Oskyldigt misstänkt             | David Merrill                  | |
| 1991 | Eldstorm                        | Donald 'Shadow' Rimgale        | |
| 1991 | Cape Fear                       | Max Cady                       | Nominerad — Oscar för bästa manliga huvudroll Nominerad — Golden Globe Award för bästa manliga huvudroll – drama Nominerad — MTV Movie Award för bästa manliga framträdande Nominerad — MTV Movie Award för bästa skurk |
| 1992 | Natten och staden               | Harry Fabian                   | |
| 1992 | Alla älskar Hollywood           | Evan M. Wright                 | |
| 1993 | I skuggan av Bronx              | Lorenzo Anello                 | Även regissör |
| 1993 | Mad Dog och Glory               | Wayne 'Mad Dog' Dobie          | |
| 1993 | En främling i familjen          | Dwight Hansen                  | |
| 1994 | Mary Shelley's Frankenstein     | Monstret                       | Nominerad — Saturn Award för bästa manliga biroll |
| 1995 | Casino                          | Sam "Ace" Rothstein            | |
| 1995 | De 101 nätterna                 | Le mari en crosière            | |
| 1995 | Heat                            | Neil McCauley                  | |
| 1996 | The Fan                         | Gilbert "Gil" Renard           | Nominerad — MTV Movie Award för bästa skurk |
| 1996 | Sleepers                        | Fader Bobby                    | |
| 1996 | Marvins döttrar                 | Dr. Wally                      | Nominerad — Screen Actors Guild Award för Outstanding Performance by a Cast in a Motion Picture |
| 1997 | Cop Land                        | Moe Tilden                     | |
| 1997 | Jackie Brown                    | Louis Gara                     | |
| 1997 | Wag the Dog                     | Conrad Brean                   | |
| 1998 | Lysande utsikter                | Arthur Lustig                  | |
| 1998 | Ronin                           | Sam                            | |
| 1999 | Analysera mera                  | Paul Vitti                     | Nominerad — Golden Globe Award för bästa manliga huvudroll – musikal eller komedi |
| 1999 | Flawless                        | Walter Koontz                  | |
| 2000 | Rocky och Bullwinkle på äventyr | Fearless Leader                | |
| 2000 | Men of Honor                    | Billy Sunday                   | Nominerad — Satellite Awards för bästa manliga biroll |
| 2000 | Släkten är värst                | Jack Byrnes                    | Nominerad — Golden Globe Award för bästa manliga huvudroll – musikal eller komedi Nominerad — MTV Movie Award för Best On-Screen Team                                                                                   |
| 2001 | 15 Minutes                      | Eddie Flemming                 | |
| 2001 | The Score                       | Nick Wells                     | |
| 2002 | Showtime                        | Mitch Preston                  | |
| 2002 | City by the Sea                 | Vincent LaMarca                | |
| 2002 | Analysera ännu mera             | Paul Vitti                     | |
| 2004 | Godsend                         | Dr. Richard Wells              | |
| 2004 | Hajar som hajar                 | Don Lino                       | Röst |
| 2004 | Familjen är värre               | Jack Byrnes                    | |
| 2004 | The Bridge of San Luis Rey      | Perus ärkebiskop               | |
| 2005 | Hide and Seek                   | David Callaway                 | |
| 2006 | Arthur och Minimojerna          | Kungen                         | Röst i engelsk version |
| 2006 | Den innersta kretsen            | Bill Sullivan                  | Även regissör |
| 2007 | Stardust                        | kapten Shakespeare             | |
| 2008 | What Just Happened              | Ben                            | |
| 2008 | Righteous Kill                  | Thomas "Turk" Cowan            | |
| 2009 | Everybody's Fine                | Frank Goode                    | |
| 2010 | Machete                         | Senator John McLaughlin        | |
| 2010 | Stone                           | Jack Mabry                     | |
| 2010 | Little Fockers                  | Jack Byrnes                    | |
| 2011 | Tre lektioner i kärlek          | Adrian                         | |
| 2011 | Killer Elite                    | Hunter                         | |
| 2011 | Limitless                       | Carl Van Loon                  | |
| 2011 | New Year's Eve                  | Stan Harris                    | |
| 2012 | Being Flynn                     | Jonathan Flynn                 | |
| 2012 | Red Lights                      | Simon Silver                   | |
| 2012 | Freelancers                     | Joe Sarcone                    | |
| 2012 | Du gör mig galen!               | Pat Solitano, Sr.              | Nominerad — Oscar för bästa manliga biroll Nominerad — Satellite Awards för bästa manliga biroll |
| 2013 | The Big Wedding                 | Don Griffin                    | |
| 2013 | Killing Season                  | Benjamin Ford                  | |
| 2013 | Farväl till maffian             | Fred Blake / Giovanni Manzoni  | |
| 2013 | Last Vegas                      | Paddy                          | |
| 2013 | American Hustle                 | Victor Tellegio                | Okrediterad |
| 2013 | Grudge Match                    | Billy "The Kid" McGuigan       | |
| 2014 | The Bag Man                     | Dragna                         | |
| 2015 | The Intern                      | Ben Whittaker                  | |
| 2015 | Heist                           | The Pope                       | |
| 2015 | Joy                             | Rudy                           | |
| 2016 | Dirty Grandpa                   | Dick Kelly                     | |
| 2016 | Hands of Stone                  | Ray Arcel                      | |
| 2016 | The Comedian                    | Jackie                         | |
| 2017 | The Wizard of Lies              | Bernie Madoff                  | TV-film |
| 2019 | Joker                           | Murray Franklin                | |
| 2019 | The Irishman                    | Frank "The Irishman" Sheeran   | |
| 2020 | Father of the Bride Part 3(ish) | James                          | Kortfilm |
| 2020 | I krig med morfar               | Ed Marino                      | |
| 2020 | The Comeback Trail              | Max Barber                     | |
| 2022 | Amsterdam                       | Gil Dillenbeck                 | |
| 2022 | Savage Salvation                | Sheriff Mike Church            | |
| 2023 | Killers of the Flower Moon      | William Hale                   | Nominerad — Oscar för bästa manliga biroll Nominerad — Golden Globe Award för bästa manliga huvudroll – musikal eller komedi                                                                                            |
| 2023 | About My Father                 | Salvo Maniscalco               | |
| 2023 | Ezra                            | Stan                           | |
| 2025 | Alto Knights                    | Vito Genovese / Frank Costello | |

### TV
| År        | Titel               | Roll           | Notering                                        |
| --------- | ------------------- | -------------- | ----------------------------------------------- |
| 2001      | Sesam               | Sig själv      | Avsnitt: "Hurricane, Part 3"                    |
| 2002      | Saturday Night Live | Värd           | Avsnitt: "Robert De Niro / Norah Jones"         |
| 2004      | Saturday Night Live | Värd           | Avsnitt: "Robert De Niro / Destiny's Child"     |
| 2006      | Extras              | Sig själv      | Avsnitt: "Jonathan Ross"                        |
| 2010      | Saturday Night Live | Värd           | Avsnitt: "Robert De Niro / Diddy-Dirty Money"   |
| 2011      | 30 Rock             | Sig själv      | Avsnitt: "Operation Righteous Cowboy Lightning" |
| 2018-2019 | Saturday Night Live | Robert Mueller | 7 avsnitt                                       |
| 2023      | Nada                | Vincent Parisi | 5 avsnitt                                       |
| 2025      | Zero Day            | George Mullen  | 6 avsnitt                                       |

### Teater
| År   | Titel                   | Roll | Teater                     |
| ---- | ----------------------- | ---- | -------------------------- |
| 1986 | Cuba and His Teddy Bear | Cuba | Longacre Theatre, New York |